# Шкрлец, Иван
Иван Шкрлец де Ломнича (венг. Iván Skerlecz de Lomnicza; хорв. Ivan Škrlec Lomnički; 20 июля 1873 ― 12 января 1951) ― последний венгерский бан (наместник) в королевстве Хорватии и Славонии.
Шкрлец родился в деревне Оросло, медье Баранья, Венгрия, в 1873 году. Премьер-министр Венгрии Иштван Тиса назначил Шкрлеца главой коронной земли Австро-Венгрии в 1913 году, незадолго до начала Первой мировой войны.
Хотя на территории Хорватии-Славонии не велись боевые действия, хорватские войска принимали участие в войне, в основном в соседней Сербии. Шкрлецу удалось вновь созвать хорватский Сабор (парламент) в Загребе в 1915 году. Хорваты продолжали выдвигать требования об установлении местной автономии, а также об объединении Хорватии-Славонии с Далмацией и Боснией и Герцеговиной. Стефан Саркотич, губернатор Боснии и Герцеговины, также добивался объединения провинций. Однако устаревшая политическая система Австро-Венгрии препятствовала каким-либо изменениям венгерской или австрийской сфер влияния. Шкрлец мог поддержать хорватов, только действуя автономно. В ходе войны многие представители хорватского общества стали считать идею формирования южнославянского государства потенциально выгодной возможностью. 
Шкрлец ушёл в отставку со своего поста 29 июня 1917 года, после того, как сам Тиса был отстранён от власти, оставив страну не в лучшем состоянии, чем она была, когда он вступил в должность. Королевство сербов, хорватов и словенцев было создано в следующем году. Иван Шкрлец вернулся в Венгрию, где затем и умер в Будапеште в 1951 году.